# Моакша (комуна)
Моакша (рум. Moacșa) — комуна у повіті Ковасна в Румунії. До складу комуни входять такі села (дані про населення за 2002 рік):
- Моакша (944 особи) — адміністративний центр комуни
- Педурень (336 осіб)

Комуна розташована на відстані 160 км на північ від Бухареста, 14 км на схід від Сфинту-Георге, 37 км на північний схід від Брашова.

## Населення
За даними перепису населення 2002 року у комуні проживали 2306 осіб.
Національний склад населення комуни:
| Національність | Кількість осіб | Відсоток |
| -------------- | -------------- | -------- |
| угорці         | 2259           | 98,0%    |
| румуни         | 44             | 1,9%     |
| цигани         | 2              | 0,1%     |
| чанго          | 1              | < 0,1%   |

Рідною мовою назвали:
| Мова      | Кількість осіб | Відсоток |
| --------- | -------------- | -------- |
| угорська  | 2265           | 98,2%    |
| румунська | 41             | 1,8%     |

Склад населення комуни за віросповіданням:
| Релігія                                       | Кількість осіб | Відсоток |
| --------------------------------------------- | -------------- | -------- |
| реформати                                     | 1962           | 85,1%    |
| римо-католики                                 | 278            | 12,1%    |
| православні                                   | 44             | 1,9%     |
| лютерани (Синодально-пресвітеріанська церква) | 9              | 0,4%     |
| унітарії                                      | 8              | 0,3%     |
| адвентисти                                    | 2              | 0,1%     |
| бретрени                                      | 1              | < 0,1%   |
| не релігійні                                  | 1              | < 0,1%   |